# Viviano Codazzi
Viviano Codazzi (c.1604-1670) va ser un pintor barroc italià especialitzat en paisatges i perspectives arquitectòniques, actiu principalment a Roma i Nàpols.

## Biografia
Nascut a Bèrgam, també és conegut com a Viviano Codagora o il Codagora. Cap a 1620 va abandonar la seva ciutat natal i en 1634 se li documenta a Nàpols, on va estudiar amb Cosimo Fanzago. A Nàpols va treballar amb Domenico Gargiulo en la pintura de paisatges fantàstics, especialitzant-se Codazzi en les perspectives arquitectòniques i paisatges amb ruïnes, i Gargiulo en les figures. Després de la revolta Masaniello es va traslladar a Roma, on va mantenir aquest tipus de col·laboració amb Antoine Gobau, Michelangelo Cerquozzi, Jan Mel, Filippo Lauri i Vicent Giner.
El seu estil es va veure molt influenciat pel nombrós cercle de pintors holandesos actius a Roma, conegut com els bamboccianti, al cap es trobava Pieter van Laer. El seu fill, Niccolò Codazzi (1642-1693), va ser també pintor de "vistes".
A Codazi se'l reconeix com un dels primers pintors italians de vistes arquitectòniques i paisatges en ruïnes, les anomenades vedute, tant de caràcter fantàstic, capritxos arquitectònics, com realistes, amb les quals exercirà una gran influència en Canaletto i Bernardo Bellotto. La seva vista de la Basílica de Sant Pere a Roma, el 1630, és una de les últimes representacions de la façana sense la columnata de Bernini.
En contrast amb els paisatges heroics dels pintors bolonyesos i els francesos naturalitzats a Roma, seguidors de Annibale Carracci, els paisatges de Codazzi interpreten imaginativament construccions i ruïnes, però guardant sempre cert grau de versemblança, manejant la il·luminació per obtenir efectes expressius d'edificis en aparença antics, poblats per petites figures de gent senzilla, sovint pintades pels seus col·laboradors.